# أركان فؤاد
أركان فؤاد (20 يوليو 1948 -) هو مغني وممثل سوري.

## حياته ونشأته
ولد في جبل العرب التابع لمحافظة السويداء في سوريا في عام 1948. بدأ حياته الفنية في عام 1973، وهو متزوج من الفنانة المصرية نادية مصطفى وله منها ثلاث بنات ريم وفيروز وهمسة.

## مسيرته
بدأ حياته الفنية في عام 1973، قدم العديد من الأغاني الناجحة، منها: "بدنا نتجوز ع العيد"، "كل سنة وأنت حبيبي"، "في عيونك شلال"، "مجاريح الهوى"، "جبال الصبر"، "أول حب في إسكندرية"، "وكمان وكمان"، "لينا مين". اشتهر أركان فؤاد بلقب "فنان الشام والحب"، فقد تميز بصوته العذب ورومانسيته التي عكستها أغانيه ومسرحياته. شارك الفنان محمد صبحي بطولة مسرحيات لعبة الست وكارمن وسكة السلامة.

## أشهر أغانيه[10]
- بدنا نتجوز ع العيد
- كل سنه وأنت حبيبي
- في عيونك شلال
- مجاريح الهوي
- جبال الصبر
- أول حب في إسكندرية
- وكمان وكمان
- لينا مين
- لو برئ

## جوائز
جمعية محبي الموسيقار فريد الأطرش تكريم ضيف شرف الحفل الفنان أركان فؤاد وتهدى له درع الجمعية وشهادة تقدير 

## وصلات خارجية
سينما كوم